# Cephalopholis
Cephalopholis Bloch e Schneider, 1801 è un genere di pesci d'acqua salata appartenenti alla famiglia Serranidae (sottofamiglia Epinephelinae).

## Tassonomia
Il genere comprende le seguenti specie:
- Cephalopholis aitha Randall & Heemstra, 1991
- Cephalopholis argus Schneider, 1801
- Cephalopholis aurantia  (Valenciennes, 1828)
- Cephalopholis boenak  (Bloch, 1790)
- Cephalopholis cruentata  (Lacepède, 1802)
- Cephalopholis cyanostigma  (Valenciennes, 1828)
- Cephalopholis formosa  (Shaw, 1812)
- Cephalopholis fulva  (Linnaeus, 1758)
- Cephalopholis hemistiktos  (Rüppell, 1830)
- Cephalopholis igarashiensis Katayama, 1957
- Cephalopholis leopardus  (Lacepède, 1801)
- Cephalopholis microprion  (Bleeker, 1852)
- Cephalopholis miniata  (Forsskål, 1775)
- Cephalopholis nigri  (Günther, 1859)
- Cephalopholis nigripinnis  (Valenciennes, 1828)
- Cephalopholis oligosticta Randall & Ben-Tuvia, 1983
- Cephalopholis panamensis  (Steindachner, 1877)
- Cephalopholis polleni  (Bleeker, 1868)
- Cephalopholis polyspila Randall & Satapoomin, 2000
- Cephalopholis sexmaculata  (Rüppell, 1830)
- Cephalopholis sonnerati  (Valenciennes, 1828)
- Cephalopholis spiloparaea  (Valenciennes, 1828)
- Cephalopholis taeniops  (Valenciennes, 1828)
- Cephalopholis urodeta  (Forster, 1801)